# Mr. Nobody
Mr. Nobody – belgijski film science fiction z 2009 roku w reżyserii Jaco Van Dormaela, w którym rolę tytułową gra Jared Leto. Film ten zaczęto kręcić w czerwcu 2007, a światowa premiera miała miejsce 12 września 2009 roku w konkursie głównym na 66. MFF w Wenecji. Polska premiera była planowana na 22 października 2010 roku, jednak została przełożona na 24 grudnia.
Jared Leto w "Mr. Nobody" zagrał dwanaście różnych wersji tej samej postaci. Zdjęcia kręcono w Montrealu, Ottawie, Brukseli, Hasselt, Berlinie i Lipsku.

## Fabuła
W roku 2092, kiedy ludzie spędzają wakacje na Marsie, Nemo Nobody jest 117-letnim mężczyzną i jednocześnie ostatnim śmiertelnikiem pośród ludzi, którzy stali się nieśmiertelni na skutek naukowego postępu. Nemo na łożu śmierci analizuje swoje trzy możliwe jestestwa oraz śluby, które mógł przeżyć.

## Obsada
- Jared Leto jako Nemo Nobody, 117-letni śmiertelnik.
- Diane Kruger jako Anna, żona Nemo w jednym z alternatywnych żyć.
- Sarah Polley jako Elise, żona Nemo w jednym z alternatywnych żyć.
- Linh Dan Pham jako Jean, żona Nemo w jednym z alternatywnych żyć.
- Rhys Ifans jako ojciec Nemo.
- Natasha Little jako matka Nemo.
- Clare Stone
- Michael Riley
- Emily Tilson